# 卡罗尔县 (马里兰州)
卡羅爾縣（英語：Carroll County）是美国马里兰州北部的一個縣，北鄰宾夕法尼亚州，面積1,172平方公里。根據2020年美國人口普查，共有人口17萬2,891人。縣治威斯敏斯特。該縣成立於1837年，縣名紀念查尔斯·卡罗尔，他是《美國獨立宣言》簽署者中唯一的天主教徒及最晚去世者。